# 60 Ехо
60 Ехо — астероїд головного поясу, відкритий 14 вересня 1860 року.